# Concert per a piano núm. 3 (Martinů)
El Concert per a piano núm. 3, H. 316, fou compost per Bohuslav Martinů entre l'abril de 1947 i el març de 1948 a Nova York. El va dedicar a Rudolf Firkušný, que el va estrenar a Dallas el 20 de novembre de 1948 sota la direcció de Walter Hendl.

## Moviments
1. Allegro
2. Andante poco moderato
3. Moderato - Allegro (poco)